# Église Notre-Dame de Saint-Lupicin
Pour les articles homonymes, voir Église Notre-Dame.
L'église Notre-Dame de Saint-Lupicin est une église située à Saint-Lupicin dans le département du Jura. Elle est classée au titre de monument historique depuis 1906. Elle présente deux intérêts majeurs, son origine mérovingienne liée à son fondateur prestigieux et son architecture caractéristique du premier art roman qui malgré les nombreux remaniements en fait un monument important de l'architecture romane jurassienne.

## Histoire
L'église trouve son origine dans la fondation d'un monastère à Lauconne par les frères saint Lupicin et saint Romain au Ve siècle donnant naissance à un bourg monastique, cette abbaye devient ensuite un prieuré dépendant  du monastère de Condat fondé précédemment. Avec Oyend, le quatrième abbé de Condat, ils sont considérés comme les Pères du Jura dont les vies et fondations sont relatées par un moine du VIe siècle, et par Grégoire de Tours (538-594) dans la Vie des Pères (Vita Patrum). Au  XIe siècle, une bulle papale donne le nom de Saint Lupicin à l'antique Lauconne.
Monastère à l'origine du bourg monastique, elle devient priorale et paroissiale autour du IXe siècle puis exclusivement paroissiale à partir de 1742, le prieuré ayant cessé son activité monastique. Elle a toujours été connue sous le vocable de saint Lupicin depuis le XIIe siècle, la titulature de Notre-Dame n'apparait qu'au XIXe siècle.
L'édifice actuel, consacré en 1110, est construit sur le site du probable sanctuaire mérovingien. L'édification correspond au premier âge roman du début du XIe siècle, le clocher et le voûtage couvrant en arête les transepts sont datés du XIIe siècle ; l'édifice est remanié au XVIIe siècle, voûtes de la nef  et nouvelles ouvertures en 1634, la date est inscrite sur deux culots de croisées d'ogive, cette voûte nécessite l'édification de contreforts. Au XIXe siècle et XXe siècle la couverture et la façade sont modifiées,.
Au XVe siècle un prieuré, celui visible aujourd'hui, est construit accolé au transept sud, il est devenu une école après la Révolution, actuellement c'est une propriété privée.
Des fouilles réalisées en 2007 à la croisée du transept ont mis au jour des éléments du sanctuaire mérovingien et en particulier un monument funéraire imposant et décoré, probablement la tombe du fondateur Lupicin. Un sol transparent permet au visiteur d'apercevoir le sondage archéologique.
La dernière restauration de 2006 permet de rétablir une toiture différenciée entre le vaisseau central et les bas-côtés comme à l'origine ; aux XVIIIe – XIXe siècles une toiture unique couvrait l'ensemble de la nef avec ses collatéraux.
Classée monument historique en 1841, elle est rayée en 1844 ; un nouveau classement intervient le 10 octobre 1906.

## Description

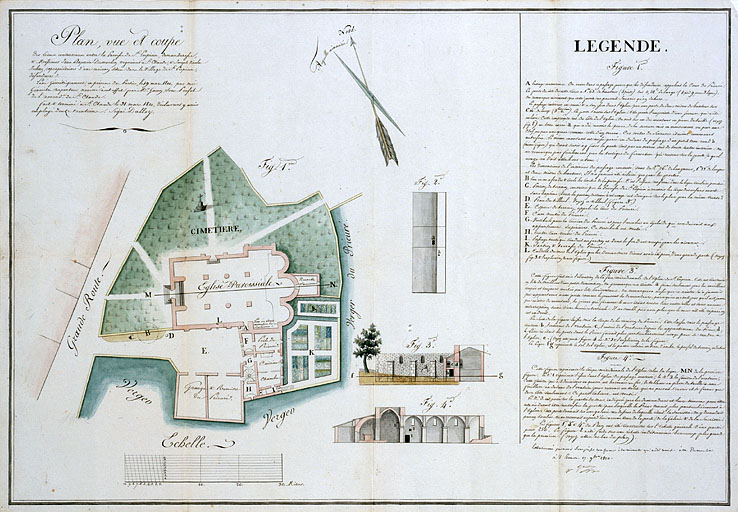
plan, élévation et coupe de l'église saint Lupicin, dessin Dalloz 1810, inventaire général ADAGP.

L'église, située au cœur du village de Saint-Lupicin, légèrement encaissée, est orientée ouest-est. Elle est entourée au sud de l'ancien prieuré du XVe siècle accolé au transept sud, l'ancienne chambre du prieur sert aujourd'hui de sacristie, et à l'est par l'ancienne mairie et école. Elle mesure 34 m de long, 19 m de large, 21,5 m au niveau des transepts et la flèche est haute de 30 m. Son architecture comprend une nef à trois vaisseaux de trois travées et demie, charpentée à l'origine et voûtée au XVIIe siècle et deux transepts peu débordants. Sa croisée est surmontée du clocher roman surélevé d'une flèche du XIXe siècle; le chevet se compose d'une abside et de deux absidioles dans l'axe des trois nefs. L'ensemble forme un plan en croix latine.

### Extérieur
La toiture de la nef est restituée en 2008 avec deux pentes différentes et séparées, une plus accentuée sur le vaisseau central et une à pente plus douce sur les collatéraux, dégageant ainsi les murs du vaisseau central et ses ouvertures. Elle remplace la toiture à pente unique mise en place au XVIIIe siècle. La couverture des transepts en deux hauteurs, proche de celle de l'origine, remplace en 1930 un toit en apprenti.
La façade occidentale, haute d'un peu plus de 15 m, environ 17 m sur les reconstitutions de la façade primitive, est dénuée de toute sculpture comme le reste de l'édifice; elle est caractéristique du premier art roman. L'appareil et la maçonnerie de la partie médiane datent de son édification au début du XIe siècle; le porche à double voussure encadré de deux colonnes antiques galbées et monolithiques en réemploi, sans tympan, est surmonté d'un décor en appareil réticulé disposé en triangle. Au pignon une croix grecque encadrée de deux oculi éclairait à l'origine le haut de la nef charpentée avant qu'elle ne soit voûtée au XVIIe siècle, maintenant elle donne dans les combles. En dehors de ces ouvertures d'origine, le grand oculus au-dessus du porche date de 1634 et les deux petites baies latérales de 1880. Les deux parties latérales de la façade sont remaniées aux XIXe et XXe siècles. Des arguments archéologiques font évoquer la possibilité d'une avant-nef charpentée dont le faîtage culminerait au-dessous de la croix grecque, la façade devenant un mur intérieur.
Les collatéraux sont ouverts de quatre baies de chaque côté. Deux contreforts au nord et trois au sud ont été mis en place pour contrebuter les voûtes au XVIIe siècle. Un portail secondaire au nord permet d'accéder à la nef dans la deuxième travée. En partie haute, sur le mur gouttereau du vaisseau central dégagé par la nouvelle toiture, quatre autres baies qui éclairaient la nef en hauteur, donnent dans les combles au-dessus des voûtes.
Les transepts sont couverts d'une toiture à deux niveaux, un au-dessus de la croisée proche du clocher, un plus bas sur la voûte en berceau en plein cintre de la travée externe, cette toiture est restituée par la restauration des années 1930. Le pignon nord est orné de bandes lombardes partiellement masquées par deux contreforts du XVIIe siècle. A cette même époque deux grandes baies et un œil de bœuf sont percés. Le pignon sud, accolé au prieuré du XVe siècle, est percé d'une croix encadrée de deux oculi.
Le chevet comporte l'abside et les deux absidioles étagées, elles sont également ornées de bandes lombardes. Les ouvertures romanes ont été agrandies au XVIIIe siècle altérant les lésènes.
Le clocher carré du XIIe siècle dont l'accès se fait par les combles du collatéral nord, a nécessité la construction d'un escalier hors d'œuvre contre son mur nord à l'ouest. Plusieurs fois remanié, il conserve des ouvertures avec des colonnettes romanes; Il est coiffé d'une flèche octogonale au XIXe siècle,.

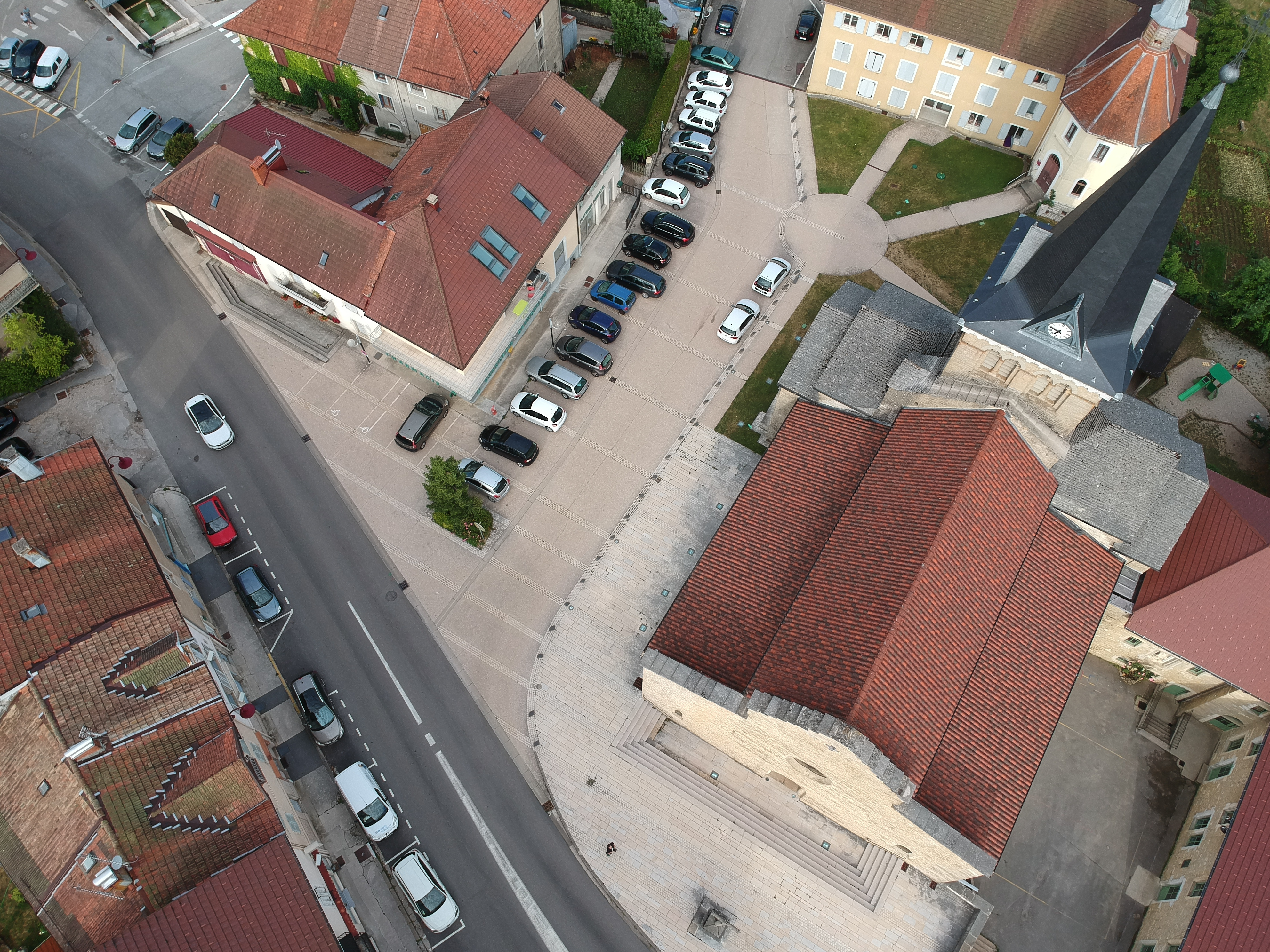
Vue des toitures de la nef et des transepts.
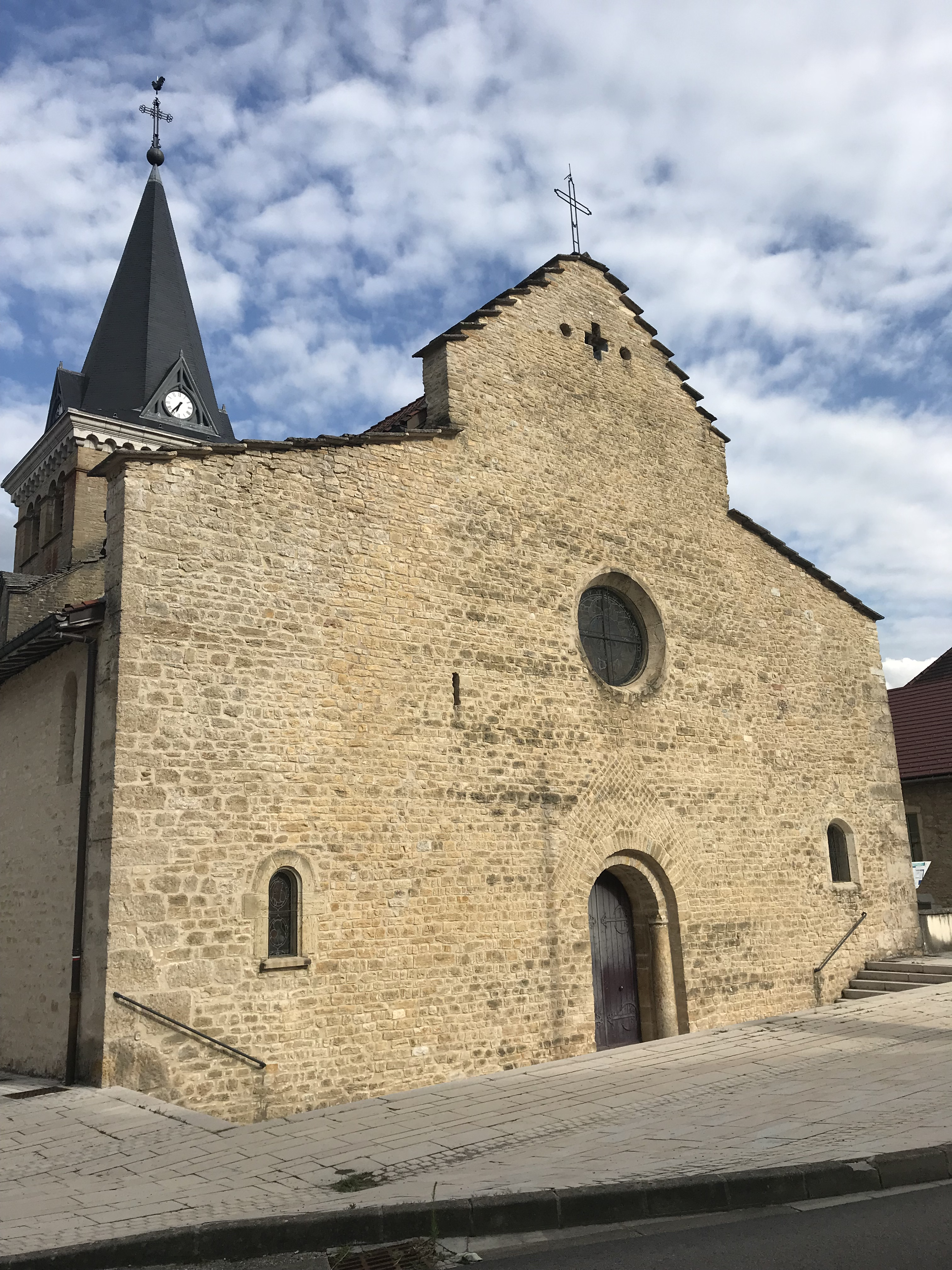
Façade occidentale.
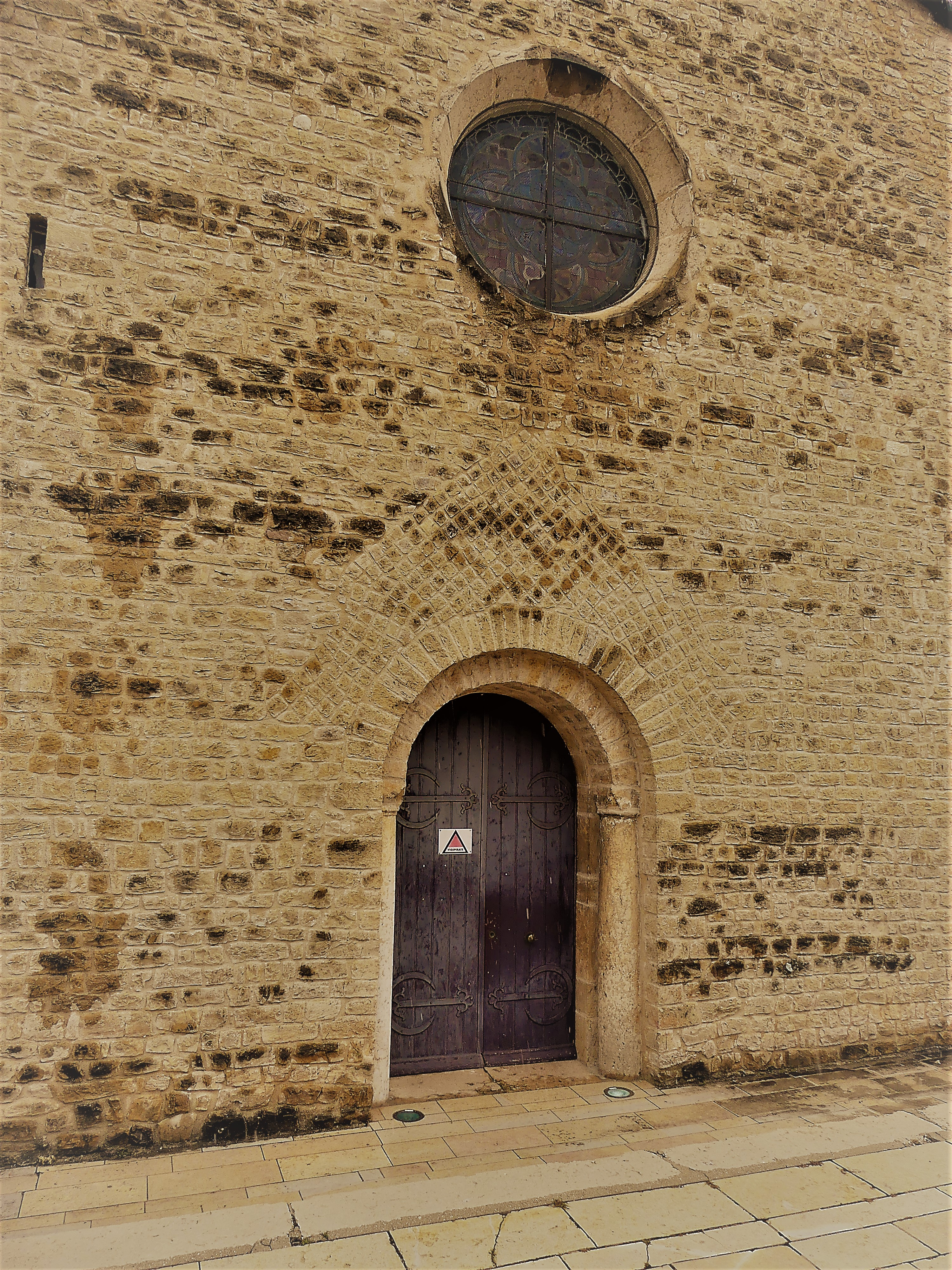
Portail roman les colonnes gallo romaines et oculus 17ème
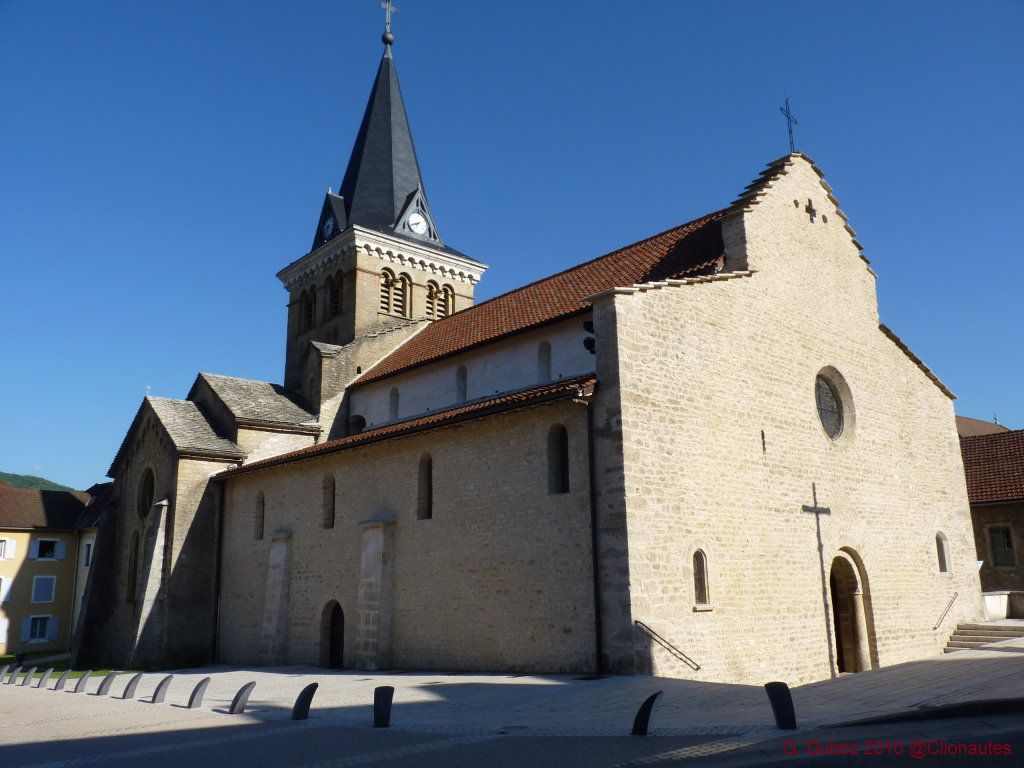
Façade et collatéral nord.
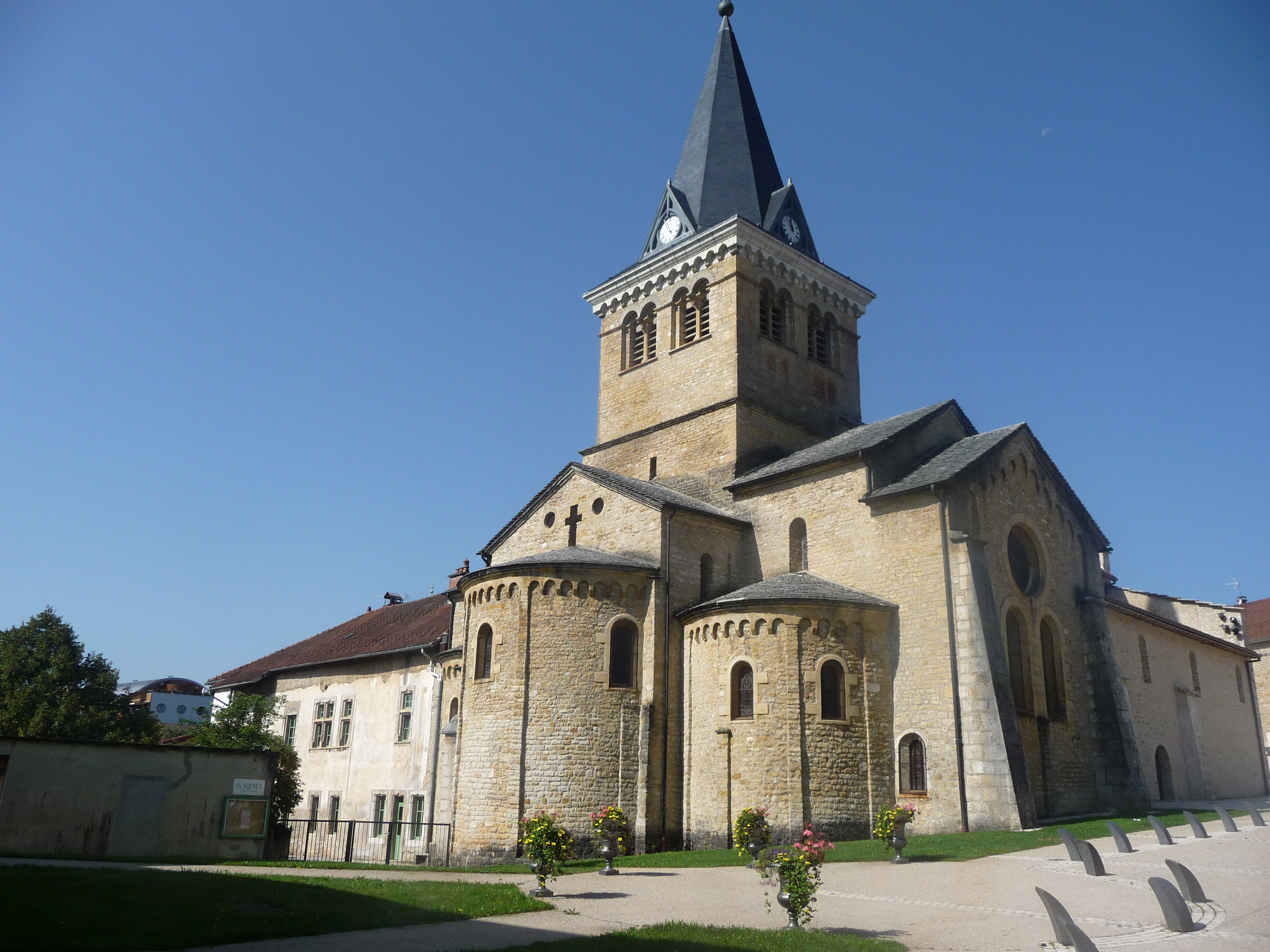
Prieuré, chevet, transept nord et clocher.

### Mobilier

#### L'évangile de saint Lupicin
La pièce la plus ancienne et la plus connue est un livre carolingien, l'évangile dit de Saint Lupicin daté de 835-845 possédé et vénéré par le prieuré, une niche dans le mur sud du collatéral en permettait l'exposition. Sorti de l'oubli en 1693, il est acquis par la BnF le 10 novembre 1795 (19 brumaire de l'an IV) où il est conservé depuis sous la cote Latin 9384. Livre copié en écriture onciale à l'encre d'argent et initiales à l'encre d'or contenant les Quatre Évangiles, sa reliure est décorée de plaques d'ivoire d'époque mérovingienne (VIe siècle ?). La richesse de ce décor évoque une œuvre à destination princière ou royale.

#### Plaque funéraire de saint Lupicin
Avant les fouilles de 2008 qui ont mis en évidence le monument funéraire probable de saint Lupicin de l'époque mérovingienne, cette plaque en plomb portant l'inscription HIC REQVIES/CIT BEATVS LV/[PI]CINVS ABBAS est retrouvée en 1689 dans une fosse reliquaire sous l'autel, elle est datée entre le Ve siècle et le VIIIe siècle. Après avoir figuré dans le trésor au presbytère, cette endotaphe est transférée dans les collections du musée de l’Abbaye à Saint-Claude,.

#### Chasse-reliquaire de saint Lupicin
Cette chasse en bois sculpté datée de 1689 de 197 cm sur 49 cm et 63 cm de haut porte, outre la mention de la date, la dédicace : S LUPICINUS ABBAS; un saint évêque en bas-relief figure sur une plaque rapportée sur une face.

#### Autres reliquaires
Un buste reliquaire en chêne taillé de saint André du XVIIIe siècle est présenté dans l'absidiole nord, un autre buste, de saint Lupicin, en cuivre repoussé argenté et doré signé de J. Carrier du XIXe siècle ainsi qu'un bras reliquaire, également de saint Lupicin, renaissance daté de 1485 en cuivre et en argent complètent le trésor au presbytère,,.

#### Tableaux
Dans la nef six tableaux du XVIIIe siècle représentent saint Simon avec une scie, saint Jean l'évangéliste en bénédiction avec un calice et le diable, saint Jacques le Majeur avec un livre, une coquille et un bâton, saint Pierre, un Christ bénissant avec un globe et saint Paul avec l'épée. Deux grandes toiles du début du XIXe siècle représentant saint André et saint Claude ornent le transept sud.

#### Statuaire
Un Christ en Croix en cuivre et en émail est conservé dans le trésor au presbytère, le Christ est du XIIIe siècle et la croix du XIVe ou XVe siècle.
Une grande croix portant un Christ grandeur nature du XVIIIe siècle est accrochée dans la nef.
Deux statues des pères fondateurs, les frères Romain et Lupicin, en costume de bénédictin du XVIIIe siècle sont sur l'autel de l'absidiole nord.
Une petite statue de saint André en bronze sur une croix de fer du XVIIe siècle est conservée au presbytère.

#### Orgue
Un orgue réalisé en 1966 par Philippe Hartmann est installé sur une tribune dans le transept sud, le buffet est en bois sans décor,.

#### Cloches
Trois cloches sonnent dans le clocher : Marie Louise de 1864 fondue aux aciéries Dunieux Loire Jacob Holtzer et Cie, Henriette Lucie de 1887, fondeurs Paul et Charles Drouot, troisième cloche de 1841 fondeur Morel Gédéon. L'épigraphie des trois cloches comporte la date, la marraine et le parrain, le ou les donateurs mais aussi tous les noms du conseil de fabrique.

### Intérieur
Après la descente de quelques marches, l'entrée par le portail occidental fait pénétrer dans un édifice plus sombre que l'édifice initial, les ouvertures hautes sont occultées par la mise en place des voûtes en 1634. La triple nef à trois travées et demie est traversée à son extrémité par les transepts courts mais à deux travées; au-delà une abside et deux absidioles étagées, dotées d'une travée suivie d'une voûte en cul de four correspondent au prolongement des trois nefs. A la croisée s'élève une coupole sur trompe correspondant au clocher, audacieuse pour l'époque de construction. Le sol est pavé de pierres irrégulières. Les piliers n'ont ni socle ni chapiteau. Aucun décor sculpté ni peinture murale ne sont aujourd'hui visibles.

#### Nefs
La demi-travée de l'entrée correspond à la tribune dont l'accès se fait par un escalier dans le collatéral nord qui permet également le passage au-dessus de ses voûtes pour atteindre le clocher. Les marques archéologiques montrent l'existence d'une tribune dès la construction du XIe siècle un peu au-dessus de la tribune actuelle. Les trois travées sont rythmées par des piliers alternativement ronds et carrés, les piliers ronds s'évasent à leur sommet pour rejoindre la section carrée des arcs en plein cintre entre les nefs. Les croisées d'ogives nervurées sont de même type sur le vaisseau central et plus bas sur les collatéraux; sur les culots sont inscrits trois noms d'échevins, la date des travaux, les sigles IHS et MA.
Le collatéral nord est ouvert par une entrée sur la deuxième travée, les deux collatéraux ont quatre baies de plein cintre éclairant la nef, le collatéral sud présente une niche où était exposé et vénéré l'évangile de saint Lupicin; proche du transept sud une porte permet l'accès à la chambre du prieur qui sert aujourd'hui de sacristie. Une grande croix XVIIIe portant un Christ grandeur nature domine la nef entre la deuxième et troisième travée sur le mur sud du vaisseau central. Les six tableaux XVIIIe sont accrochés sur les murs de la grande nef au-dessus des arcs en plein cintre.

#### Transepts et croisée
Les deux transepts de 6 m de large environ sont voûtés d'arêtes pour leur première travée et ce, d'après l'analyse du bâti, dès l'époque romane. Une deuxième travée externe, courte et plus basse est couverte en plein cintre. Le transept nord est éclairé par les deux grandes baies et l'oculus ouverts au XVIIe. Le transept sud est aveuglé par la construction au XVe du prieuré, on peut voir la marque d'une baie en plein cintre obturée. Il est orné des deux grandes toiles XIXe représentant saint André et saint Claude. Sur le mur ouest du transept sud une tribune en bois supporte l'orgue.
Le carré central de la croisée est formé de quatre piliers cruciformes soutenant des arcs en plein cintre soutenant les murs du clocher du XIIe siècle. Sur ces murs s'appuient quatre arcs en plein cintre en trompe soutenant une coupole.
Près du pilier sud-ouest un sondage archéologique en 2007 met en évidence à 40 cm du sol un monument funéraire du Ve siècle maçonné et partiellement décoré entourant un coffre en chêne qui lui-même contenait probablement un cercueil en plomb d'où proviendrait l'endotaphe au nom de Lupicin et les ossements exhumés en 1689 d'une fosse reliquaire jouxtant ce monument. Cette tombe, du fait de ses caractéristiques, est attribuée à saint Lupicin le fondateur mort en 480. L'église romane est construite sur l'emplacement de ce monument vénéré et peut-être à la place du sanctuaire mérovingien de la fondation. Deux moules à cloche renaissances sont également mis au jour, nous sommes sous le clocher. Une dalle transparente permet une exposition archéologique partielle de ce sondage.

#### Chœur: les trois absides
Les trois absides, étagées en hauteur et en profondeur, sont constituées d'une travée en berceau et d'un fond hémicirculaire en cul de four. Elles sont éclairées par des baies agrandies au XVIIIe. L'absidiole nord est dédiée à saint Lupicin dont la chasse est placée sous l'autel sur lequel sont disposées les deux statues des frères fondateurs Romain et Lupicin en tenue de bénédictins. On y trouve également le buste reliquaire de saint André. L'absidiole sud est dédiée à Notre-Dame dont une statue surmonte l'autel.

#### Sacristie
La sacristie qui était accolée à l'est du chœur depuis 1781 est détruite en 1968. La nouvelle sacristie est aménagée dans l'ancien appartement du prieur dans le prieuré édifié au XVe siècle, elle communique avec l'église par une porte en haut du collatéral sud. Les poutres sont datées de la deuxième moitié du XVe siècle, une cheminée renaissance comporte des volets permettant de la fermer. Des armoiries sont sculptées, celles du prieur Claude Venet et une autre non identifiée.

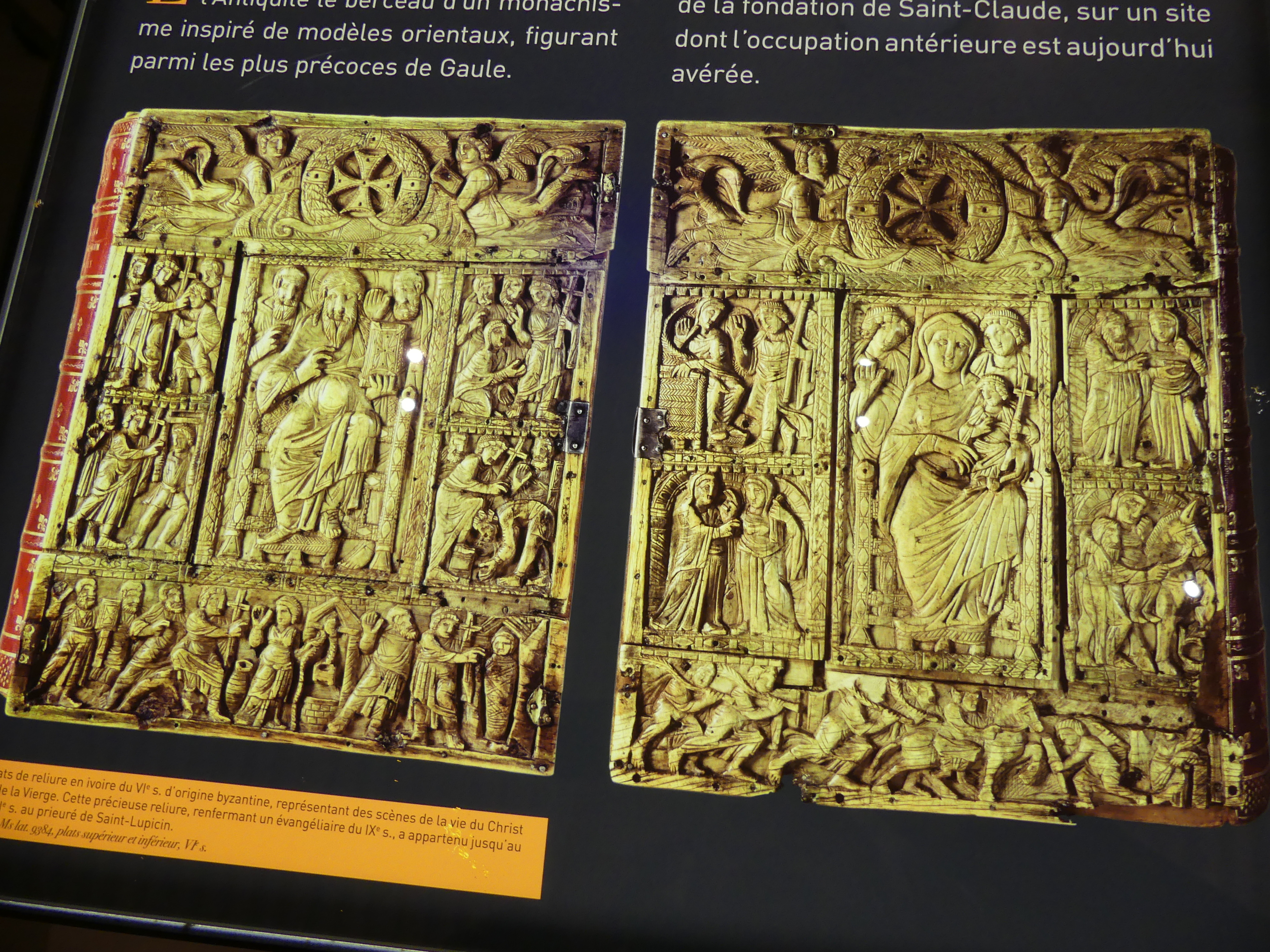
Plaques en ivoire mérovingiennes de l'évangile de Saint-Lupicin
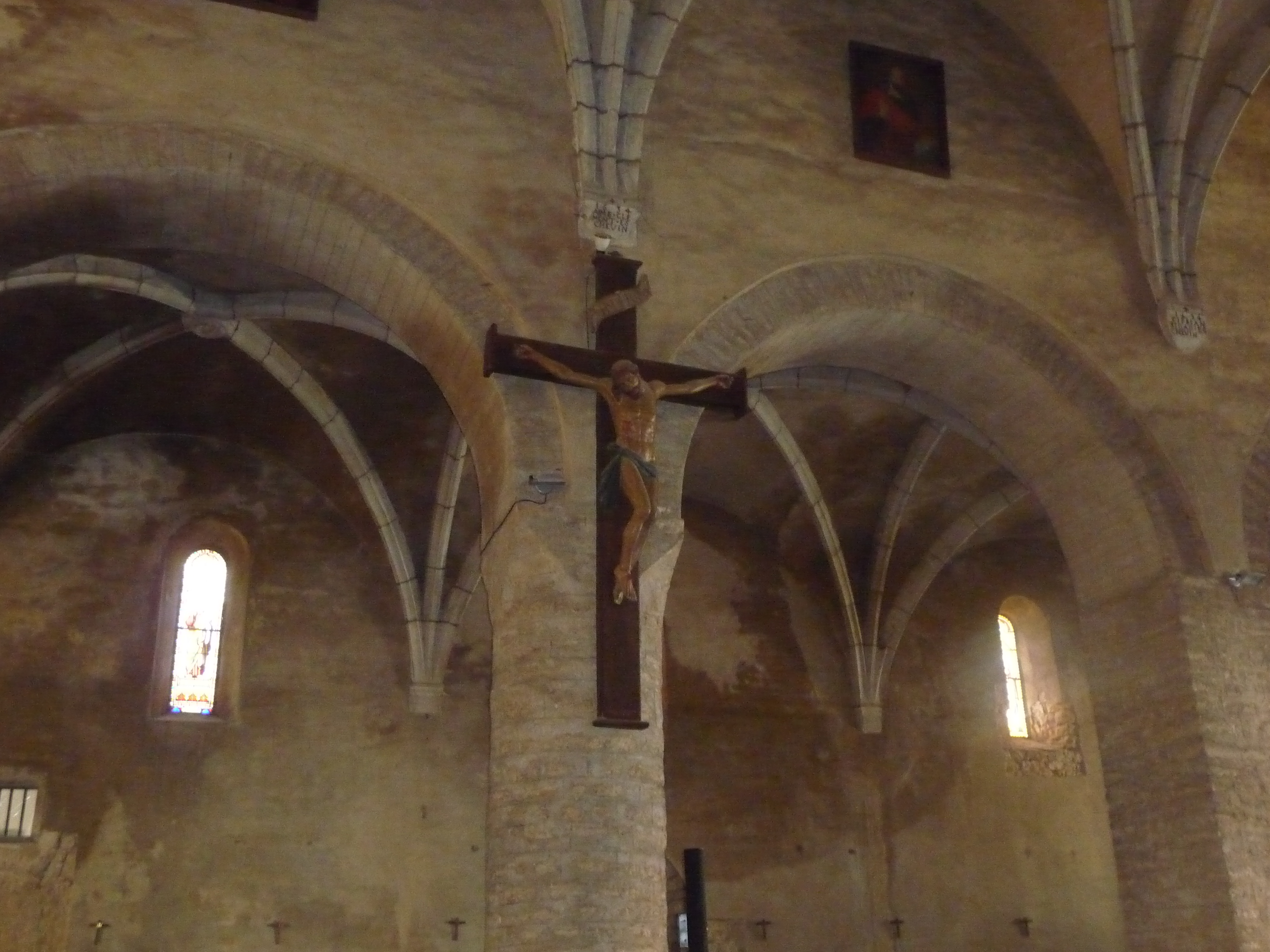
Croix de la nef et collatéral sud.
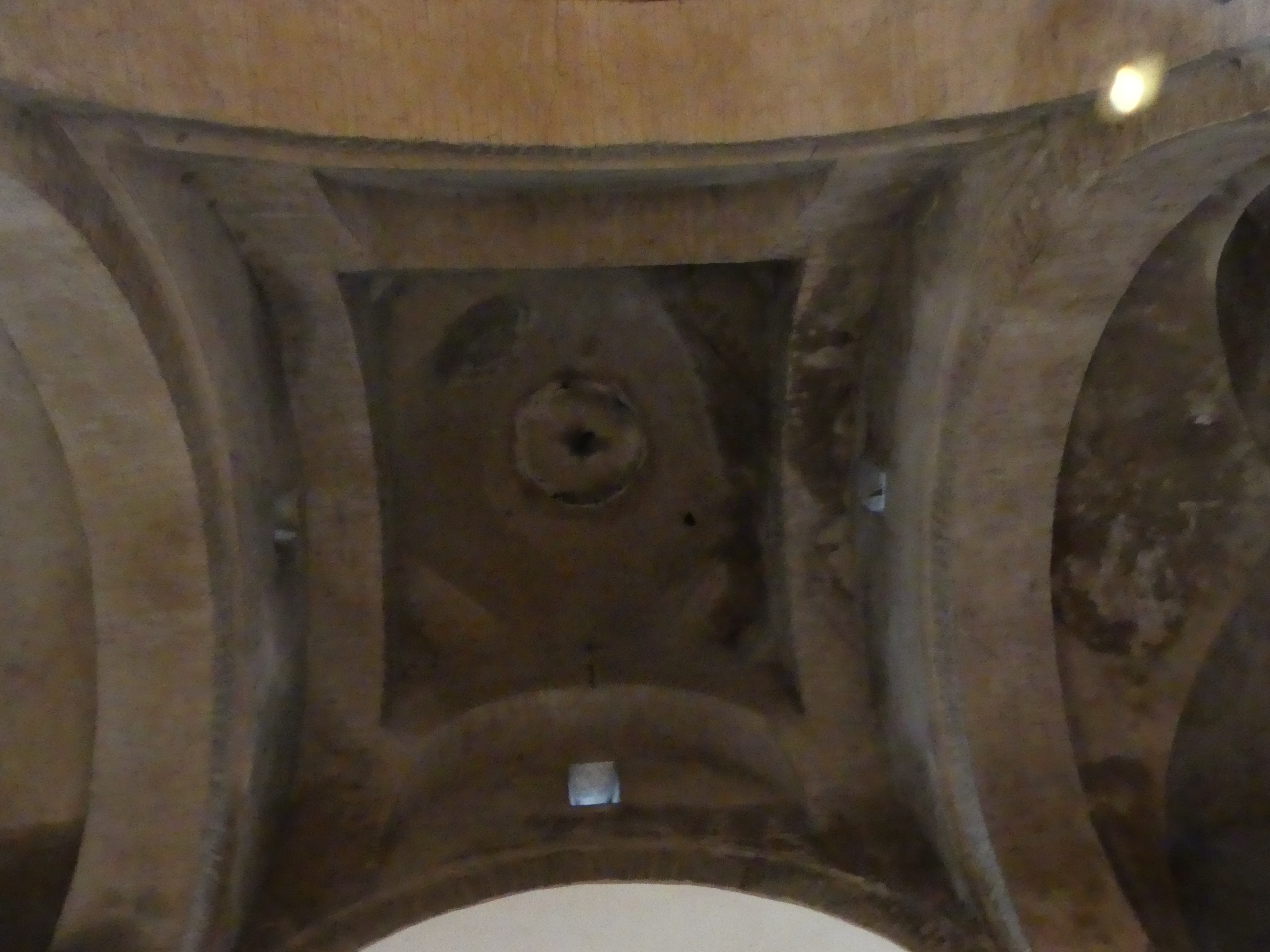
Coupole sur arcs en trompe.
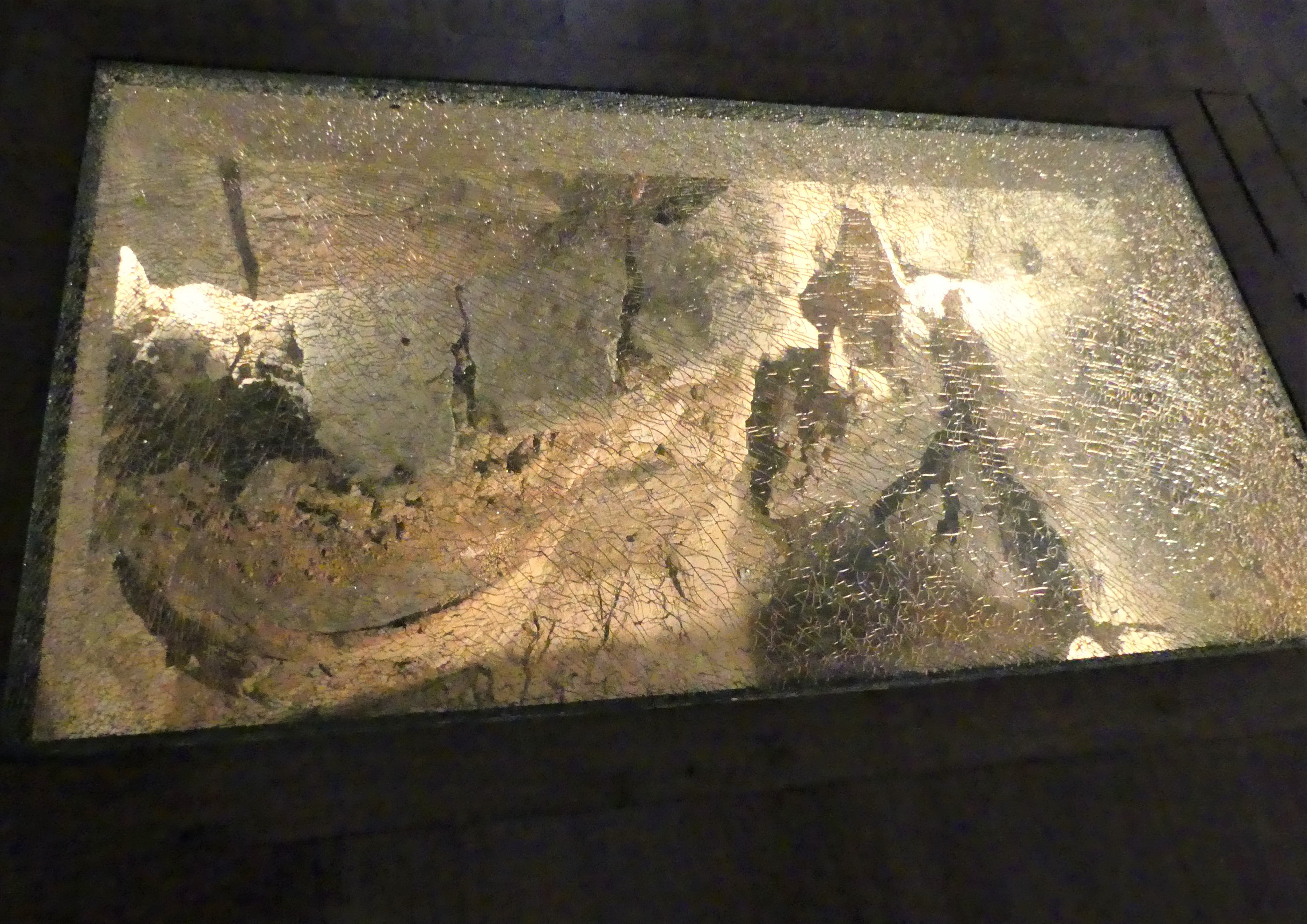
fenêtre sur le sondage archéologique du chœur.